# El Señor de Zapp
El Señor de Zapp es la segunda entrega de Kadingir, una saga de libros de fantasía y aventura escrita por Joan Llongueras y Mercè Masnou.

## Argumento
Tres son los objetivos de Ishtar, la recién coronada reina de los zitis: primero, descubrir que le ha pasado a Nirgal, su abuela y anterior reina; segundo, descubrir el malvado plan secreto de Usumgal, el Señor de Zapp; y, finalmente, conseguir los seis factores que le faltan para completar su entrenamiento en los tres planos de habilidades kiitas.
En esta ocasión Ullah y Zuk encabezarán la búsqueda de Nirgal, mientras Galam y Golik trabajarán conjuntamente para descubrir que esconde Usumgal. Será Kuzu, rey de los kuzubis, quien entrenará a Ishtar para que alcance los veintiún niveles de habilidad. Durante este entrenamiento ella descubrirá quien se oculta detrás de este enigmático personaje, que en un principio le había parecido estricto, severo y aburrido.
En el transcurso de esta triple misión, tendrá la oportunidad de conocer más a fondo el planeta y las distintas culturas de cada una de les seis razas que lo habitan; conocerá nuevos compañeros de viaje que la ayudarán y, cómo no, nuevos enemigos que se lo pondrán todo un poco más difícil.
Por su parte, Usumgal, el cruel dictador, deberá encontrar soluciones a sus quebraderos de cabeza: No tan solo ha perdido la gran oportunidad de evitar la sucesión al trono de los zitis, sino que también ha sido derrotado en la batalla del Valle del Oráculo, ha desaparecido uno de sus dos grandes consejeros, y para más inri, las rebeliones populares en Ganzer van en aumento, y en el castillo se teme un golpe de Estado.
Enigmas y secretos, descubrimientos y confesiones, nos introducirán más a fondo en este mundo paralelo, y nos permitirán entender el porqué de muchas incógnitas jamás reveladas hasta el momento, y entre todas ellas, la más importante para Ishtar: cual ha sido el destino de Nirgal.
- Datos: Q5823317